# Robert Ancot
Robert Ancot (Brugge, 10 januari 1902 - 5 januari 1990) was een Belgisch senator en advocaat.

## Levensloop
Robert Joseph Désiré Marie Ghislain Ancot behoorde tot een oude Brugse familie. Onder zijn voorvaders telde hij een paar generaties die als drukker-lithograaf naam hadden gemaakt. Zijn vader was apotheker Désiré Ancot (1864-1937) en zijn moeder Marie Cauwe (1877-1943). Hij trouwde in 1938 met Yvonne Laermans en ze kregen drie kinderen.
Na zijn middelbare studies aan het Sint-Lodewijkscollege (Retorica 1919) behaalde hij in 1924 het doctoraat in de rechten aan de Katholieke Universiteit Leuven en werd advocaat aan de Brugse Balie.
In Leuven was hij, samen met Fernand Kesteloot (later voorzitter van de rechtbank van eerste aanleg in Brugge), Daniel Ryelandt (later voorzitter van het Agentschap Belga) en Albert Van Den Heuvel stichter van de Vla-Vla, de tweetalige kring voor Oost- en West-Vlaamse studenten.

## Advocaat
Ancot liep stage bij advocaat Joseph Schramme en bleef aan de balie van 1924 tot 1981. Hij was vaak lid van de Raad van Orde en was van 1950 tot 1952 stafhouder. Hij was ook verschillende jaren ondervoorzitter van de Federatie van Belgische advocaten.
Hij had een stevige reputatie als pleiter in burgerlijke zaken. Stagiair-advocaten verdrongen zich om hem als 'patron' te hebben.
Ook al sprak hij keurig Nederlands, behoorde hij tot de Franstalige burgerij en maakte op de rechtbank gebruik van de mogelijkheid om in het Frans te pleiten, als advocaat die zijn diploma had behaald voor het van kracht worden van de wetgeving over het taalgebruik in de rechtbanken.
Hij was ook de laatste advocaat in Brugge die de baret droeg en ze, volgens de regels, ophield om te pleiten en afnam wanneer de zaak werd opgeroepen of het vonnis werd voorgelezen.
In 1981 nam hij, erg tegen zijn zin, ontslag. De reden was de moeilijke verenigbaarheid tussen de inkomsten van een vrij beroep en het ontvangen van een parlementair pensioen.

## Politiek
In het kielzog van zijn 'patron' stortte Ancot zich weldra in de lokale politiek. Hierdoor werd hij tijdens het interbellum een van de gangmakers van de dissidentie binnen de katholieke partij in Brugge, belichaamd in de Katholieke Burgersgilde.
Hij werd de hoofdredacteur van het weekblad La Flandre Maritime dat de spreekbuis was van de dissidenten en dat polemieken voerde met het gezagsgetrouwe weekblad La Patrie. Het blad was, zoals de titel suggereerde, ook een voorstander van de haven van Brugge-Zeebrugge en van de uitbreiding ervan.

## Senator
Toen na de Tweede Wereldoorlog de CVP werd opgericht, waren de vooroorlogse tegenstellingen vergeten, en werd Ancot, namens de vrije beroepen en zelfstandigen, kopman van de lijst voor de senaat. Hij bleef senator van 1946 tot 1961. Hij verwierf reputatie als een van de sterkhouders van de juridische discussies in de senaat over de wetteksten die er werden besproken. De huurwetgeving zoals ze tot stand kwam tussen 1946 en 1960 was grotendeels van zijn hand.
Tegelijk schreef hij honderden artikels in het weekblad Burgerwelzijn, gewijd aan de binnenlandse en buitenlandse Belgische politiek.
In 1961 werd hem geen verkiesbare plaats meer aangeboden en hij verliet de CVP. Van 1965 tot 1968 werd hij opnieuw senator, ditmaal geoöpteerd op initiatief van de PVV, de vroegere Liberale partij die zich had vernieuwd.

## Publicaties
- L'amnistie et les leçons de l'Histoire, in: Revue belge, 15 januari 1929, blz. 140-151.